# Chrysopaa sternosignata
Chrysopaa sternosignata är en groddjursart som först beskrevs av Murray 1885.  Chrysopaa sternosignata ingår i släktet Chrysopaa och familjen Dicroglossidae. IUCN kategoriserar arten globalt som livskraftig. Inga underarter finns listade i Catalogue of Life.